# Arne Scheding
Arne Gustav-Adolf Scheding, född 11 november 1916 i Hedvig Eleonora församling, Stockholm, död 30 augusti 1997 i Hässelby, Stockholm, var en svensk målare, grafiker och tecknare.
Han var son till skräddarmästaren Josef Enock Gustaf Scheding och Elin Maria Broberg och från 1952 gift med Inga Hörnquist. Efter studier vid Arbetarnas bildningsförbunds kvällskurser i måleri 1939–1941 studerade han vid Otte Skölds målarskola 1945–1946 samt linjen för dekorativt måleri vid Konstfackskolan 1952–1956. Han debuterade med en utställning av idylliska bilder från Öregrunds skärgård i Öregrund och ställde därefter ut separat i bland annat Sandviken, Karlskrona, Visby och Grebbestad. Tillsammans med Hans Fellenius ställde han ut i Hässelby Strand och tillsammans med Anders Jönsson i Vällingby. Han medverkade i samlingsutställningar på Liljevalchs konsthall och Kungshallen i Stockholm.  Bland hans offentliga arbeten märks en matta för Öregrunds kyrka och en relief till Hässelby församlingshus. Som illustratör och textförfattare medverkade han i All världens berättare och tidskriften Till rors. Hans konst består av stilleben, porträtt samt landskapsbilder från Stockholm och Italien samt mosaik och plastcollage. Scheding är representerad vid Sjöhistoriska museet i Stockholm.